# Bürgenstock
El Bürgenstock es una conocida montaña suiza (1.127,8 m sobre el nivel del mar) situada en la península homónima que se alza en medio del Lago de los Cuatro Cantones, también conocido como Lago de Lucerna. El Bürgenstock es además una conocida población ubicada en la montaña del mismo nombre, a 874 m sobre el nivel del mar. La cumbre del Bürgenstock constituye un popular mirador de extraordinaria belleza paisajística, al estar la montaña casi completamente rodeada por el Lago de los Cuatro Cantones.
La montaña y la población de Bürgenstock forman parte de los destinos de excursiones turísticas más conocidos de Suiza. 
Se puede acceder a la urbanización turística «Bürgenstock» a través de una autopista, así como con un tren de cremallera (tren Bürgenstock) que sale desde la estación del embarcadero de Kehrsiten, en el Lago de los Cuatro Cantones. Se puede llegar a la cumbre del Bürgenstock con el conocido ascensor de Hammetschwand.
En relación con el glamuroso mundo del cine y de la cultura del siglo XX, el Bürgenstock se ha hecho célebre en todo el mundo como el lugar de vacaciones y descanso de famosos actores, productores de cine y artistas. El pueblo de Bürgenstock recibió gran atención mediática, entre otras razones, con motivo de la boda de Audrey Hepburn con Mel Ferrer, celebrada en 1954 en la Capilla de Bürgenstock. Sophia Loren, su esposo Carlo Ponti y también Audrey Hepburn han vivido en villas ubicadas en el Bürgenstock.
No obstante, entre los artistas famosos que pasaron sus vacaciones en el Bürgenstock también están Charlie Chaplin, Serguéi Rajmáninov, George Simenon, Shirley MacLaine y Yul Brynner. Asimismo, numerosos políticos como Konrad Adenauer, Jimmy Carter, Henry Kissinger, Kofi Annan y Golda Meir, al igual que personalidades de relieve del mundo de la economía, acudieron al Bürgenstock en busca de reposo.

## El nombre
Visto desde Lucerna, el Bürgenstock presenta la típica forma de un "Stock". Especialmente en la Suiza de lengua alemana, se denominan con el término «Stock» (bastón) numerosas montañas cuya cima presenta una forma claramente destacada respecto a su macizo o masa principal.
Además del Bürgenstock, existen otras montañas suizas cuya notable forma es descrita mediante un nombre que incluye el término «Stock», como por ejemplo el Oberalpstock, el Hausstock y el Mürtschenstock (cantón de Glaris), el Fronalpstock, el Uri Rotstock y el Dammastock (cantón de Uri), así como el Mattstock (cantón de San Galo).
De forma similar a los modelos de nombres anteriores, el término Bürgenstock, compuesto como ya se ha descrito por los términos «Bürgen» y «Stock», ha evolucionado a «Bürgen» desde mediados del siglo XIX como denominación geográfica para la característica montaña sobre una península divisable desde Lucerna.
La montaña situada en esta península se llamó desde la Alta Edad Media Bürgenberg; en una negociación arbitrada en el año 1378 de una disputa que duró más de 38 años, relativa a la pertenencia del territorio que va de Kehrsiten hasta Mattgrat entre los cantones de Lucerna y Nidwalden, se emplea la denominación Bürgenberg en la redistribución de tierras. Todos los antiguos planos y cartas de la comunidad de Lucerna se refieren a dicho bosque, entonces objeto de disputa, como Stadtwald am Bürgenberg (bosque de la ciudad sobre la montaña de Bürgen) o Bürgenbergwald (bosque de la montaña de Bürgen).
En el mapa topográfico de Suiza de 1845 a 1865, la Dufourkarte, no existía un nombre que definiese la montaña en su totalidad. El pico más alto se denominaba Hametschwand (sic), mientras que se indicaba Bürgenberg como nombre de la subida a la cresta de la montaña en el extremo suroeste.
La denominación geográfica Bürgenstock fue documentada por primera vez en 1836 por Aloys Businger en su libro «Der Kanton Unterwalden». Businger se refiere a toda la península de Bürgen como Bürgenberg, pero utiliza indistintamente los términos Hammetschwand y Bürgenstock para referirse a la cima más alta.
Además, en 1850 el director del Instituto de formación pedagógica de Lucerna (Luzerne Lehrerbildungsanstalt), Niklaus Rietschi, había publicado un mapa privado en el que constaba el nombre Bürgenstock junto con la denominación Hammetschwand para la cima.
En 1872, la empresa Bucher & Durrer fundó su establecimiento hotelero en el prado alpino de Alp Tritt. Para ello escogió el nombre geográfico ya existente, y documentado en 1836 por Aloys Businger en el libro «Der Kanton Unterwalden», de Bürgenstock.
El primer mapa oficial que contiene el nombre geográfico Bürgenstock es la denominada Siegfriedkarte (Mapa de Siegfried)
, que empezó a ser editado por la Eidgenössische Topographische Bureau bajo la dirección de Hermann Siegfried y existió desde 1870 hasta 1922. La denominación geográfica de Bürgenstock aparece en la página 377 de la Siegfriedkarte del año 1896.
Hacia 1900, Bürgenstock se generalizó como denominación popular general para referirse a la totalidad de la montaña, desde Stansstad al oeste hasta "Unteren Nase" al este. En el Geographischen Lexikon (Diccionario Geográfico) de Suiza de 1910 se puede encontrar una entrada al respecto.
En el mapa actual de Suiza, el nombre Bürgenstock aparece a la vez como nombre de la montaña –con el nombre alternativo de Hammetschwand– y como el lugar en el que se encuentran el hotel y la población. 
Bürgenstock aparece dos veces como nombre geográfico de una población en el Índice de poblaciones de Suiza. 
La población Bürgenstock aparece registrada en el Índice de códigos postales de Suiza con el código postal nº 6363.
Las calles residenciales que se extienden por toda la montaña desde los municipios de Stansstad y Ennetbürgen, situados en el valle, reciben actualmente el nombre de Bürgenstockstrasse.

## Posición geográfica
El Bürgenstock es la cresta de una montaña que se extiende a lo largo de 10 km y está rodeado al norte, al este y al sureste por el Lago de los Cuatro Cantones (Lago de Lucerna). La pendiente norte desciende hacia el lago con un alto grado de inclinación. 
En y bajo la pendiente sur se encuentra el municipio de Ennetbürgen; Stansstad se sitúa por debajo del término occidental de la montaña
La montaña pertenece en su mayoría al municipio de Ennetbürgen, del cantón de Nidwalden. La parte oeste pertenece al municipio de Stansstad. Una parte de la pendiente norte en el lago constituye un exclave de la ciudad de Lucerna (Exklave Bürgenstock).

## Geología
En lo que respecta a la geología, el Bürgenstock constituye una de las estribaciones del Monte Pilatus y pertenece a la cordillera helvética. Las rocas datan del período Cretácico y de la Era Terciaria. Bajo el Hammetschwand, en la parte norte, se pueden diferenciar las siguientes capas: caliza silícea, formación de Drusberg (que forma una franja del bosque), formación Schrattenkalk de coloración clara con capas de orbitolinas, a las que se superpone caliza de Seewer. Por encima se encuentran arena verde de assilina y caliza de nummulites de lutecio, que está presente sobre todo en la ladera sur, donde la pendiente es más suave.
En la Era Glacial, el Bürgenstock estaba completamente cubierto por una corriente de hielo que fluía desde San Gotardo hasta las estribaciones de los Alpes. Se pueden encontrar marcas del roce del hielo en las rocas calizas incluso en las cotas más altas. Por toda la montaña hay distribuidas grandes rocas erráticas de granito que fueron transportadas por el hielo desde San Gotardo, como, por ejemplo, un ejemplar redondo con unas dimensiones de 18 m³ ubicado en una pendiente de gran inclinación en el terreno de Allwägli, que fue puesto bajo protección en 1949 por su valor natural. Tras el retroceso del hielo, el Bürgenstock pasó a ser una isla en mitad del Lago de los Cuatro Cantones. No obstante, en el transcurso de pocos milenios, el río Aa de Engelberg llenó de sedimentaciones el territorio situado entre la salida del valle de Engelberg y el Bürgenstock; de esa forma se originó la planicie baja que existe actualmente entre los municipios de Ennetbürgen, Buochs, Stans y Stansstad

## Turismo
El Bürgenstock cuenta con varios hoteles de lujo y un centro de congresos, constituyendo una localidad de vacaciones muy apreciada ya desde 1872. Se puede acceder a los hoteles a través de una carretera, desde Stansstad con el servicio de autobuses Postauto o, en los meses de verano (de abril a octubre), con el tren Bürgenstock desde la estación del embarcadero de Kehrsiten. En el Bürgenstock se encuentra el ascensor al aire libre más alto de Europa: el ascensor Hammetschwand. Comunica la ruta de senderismo de la montaña, de hermosas vistas, con el mirador de Hammetschwand, desde el cual se puede disfrutar de un impresionante panorama sobre el Lago de los Cuatro Cantones y las montañas de los alrededores
En 1871, Franz Josef Bucher-Durrer, que entonces contaba con 37 años, compró el prado alpino de Alp Tritt, situado en el Bürgenstock. Allí surgieron el Grand Hotel y la carretera que comunica la zona descendiendo hacia Stansstad. El Grand Hotel fue inaugurado en 1873 y en 1874 se inauguró el Dépendence. En 1887, Bucher-Durrer construyó el ferrocarril del Bürgenstock, la pequeña central hidroeléctrica de Fadenbrücke (Buochs) y, en 1888, el Park Hotel. El ferrocarril del Bürgenstock es el funicular eléctrico más antiguo de Suiza y es alimentado con la energía procedente de la central hidroeléctrica. En 1904 se añadió al complejo el Hotel Palace. Tras la muerte de Bucher-Durrer en 1906, asumieron la dirección sus hijos Fritz y Arnold. En 1925, el ingeniero Friedrich Frey-Fürst asumió la dirección del hotel y las empresas y negocios vinculados a este. En 1953 murió Friedrich Frey-Fürst y su hijo Fritz Frey asumió la responsabilidad del hotel. Bajo su dirección se llevaron a cabo diversas modificaciones arquitectónicas e infraestructurales.
En 1997 la familia Frey adquirió todas las instalaciones, incluidas la Capilla de Bürgenstock y las viviendas de particulares colindantes. En el verano de 2000, los hoteles pasaron a formar parte del grupo suizo Rosebud Heritage. Desde 2007, la empresa de Catar Qatari Diar Real Estate Investment Company es la propietaria e inversora. Los planes de la empresa contemplan modernas infraestructuras para conferencias, reuniones e incentivos con alojamiento hotelero, turismo tradicional hotelero durante los meses de verano, turismo local y de un solo día de duración durante todo el año, estancias para terapias de salud y bienestar, así como la posibilidad de residir en el lugar disfrutando del servicio de un hotel. El nuevo Bürgenstock Resort dispondrá de un total de unas 400 habitaciones; se crearán 350 puestos de trabajo, entre ellos, numerosos puestos de aprendiz. El complejo está concebido como una zona peatonal libre de automóviles. El capital invertido es de unos 300 millones de francos suizos. Se han invertido otros aproximadamente 25 millones de francos en la renovación del Hotel Honegg, que abrió de nuevo al público en 2011.

## Política
A principios de 2002, las partes implicadas en la Guerra de secesión de Sudán del Sur concluyeron un acuerdo en el Bürgenstock.
En la primavera de 2004 se celebraron en el Bürgenstock una serie de negociaciones entre las comunidades turcochipriota y grecochipriota durante la petición de adhesión de Chipre a la UE.

## Cultura
La Capilla de Bürgenstock (siglo XIX) se encuentra en las proximidades inmediatas de los hoteles y al comienzo de la ruta de senderismo de la montaña. Hasta la fecha, es propiedad de la familia anteriormente hotelera Frey, que marcó la época del hotel de Bürgenstock desde 1925 hasta 1997, así como la fundación de utilidad pública Frey-Fürst Stiftung. La Capilla de Bürgenstock es una copia de la Capilla de St. Jost, que se encuentra en la pendiente del Bürgenstock perteneciente al término municipal de Ennetbürgen y constituye el lugar de oración gótico más antiguo del cantón suizo de Nidwalden. La Condesa Tancrède de la Baume, nacida Pozzo di Borgo, que había establecido su residencia de verano en el pueblo de vacaciones del Bürgenstock, construyó la Capilla de Bürgenstock en 1897. 
La condesa hizo reproducir en la capilla con todo detalle, entre otras cosas, un techo gótico de madera policromado. También otros elementos de la arquitectura interior y la ornamentación son reproducciones de originales del siglo XVII de diferentes iglesias de Suiza. Inmediatamente al lado de la Capilla se encuentra la escultura titulada «El baile de los muertos» del escultor suizo Hans Jörg Limbach (1928 –1990). La Capilla de Bürgenstock también se hizo famosa por la boda de la actriz Audrey Hepburn con Mel Ferrer en 1954.
La rica tradición cultural del Bürgenstock, fundada en el siglo XIX y XX, es continuada hoy en día por diferentes organizaciones culturales independientes entre sí.
El 13 de noviembre de 2009 se fundó la "Bürgenstock Kunst- und Kulturstiftung" (Fundación de Bürgenstock para el arte y la cultura) - con sede en Ennetbürgen - con la misión de conservar el mobiliario histórico y las antigüedades del siglo XIX presentes en el hotel edificado en el Bürgenstock.
Con el fin de permitir la celebración de eventos culturales y conciertos, entre otros lugares en la capilla histórica de Bürgenstock, el 11 de mayo de 2012 se creó la "Stiftung Bürgenstock Momente" (Fundación Momentos Bürgenstock). Bajo la dirección de Peter Frey, descendiente de la familia anteriormente hotelera Frey, la fundación Stiftung Bürgenstock Momente posee su sede directamente en la población de Bürgenstock y atrae al lugar a aficionados a la música provenientes de todo el mundo gracias a, entre otros eventos, su semana musical titulada «Karneval der Stradivaris» (Carnaval de los Stradivarius), que se celebra cada año.

## Enlaces
- Wikimedia Commons alberga una categoría multimedia sobre Bürgenstock.
- Ascensor Hammetschwand
- Tren Bürgenstock
- Club de Golf Bürgenstock
- Bürgenstock on Hikr
- Fundación Momentos Bürgenstock
- Villa Honegg

- Datos: Q43246
- Multimedia: Bürgenstock / Q43246